# Abgeordnetenentschädigung
Die Abgeordnetenentschädigung ist neben der Amtsausstattung ein Bestandteil der Diäten (von lateinisch dies, „Tag“; mittellateinisch dieta, „Tagelohn“; französisch diète, „die tagende Versammlung“; in der Schweiz wird von Taggeld gesprochen), die den Mitgliedern eines Parlaments gewährt werden. In Deutschland gibt es Diäten seit 1906. Zuvor war die Mitgliedschaft im Parlament ehrenamtlich und die Abgeordneten des Reichstags durften auch keine Bezahlung für diese Tätigkeit erhalten.
Ursprünglich wurden die ersten Diäten von Perikles eingeführt, damit sich auch Angehörige der unteren Klassen der Politik widmen konnten (der Verdienstausfall wurde ausgeglichen). Es gab nun Sitzungsgeld für das Richteramt, regelmäßige Entschädigungen für Hopliten und Ruderer sowie für die Ratsmitglieder Athens.

## Allgemeines
Die Höhe und Struktur der Abgeordnetenentschädigung steht kontinuierlich in der öffentlichen Diskussion. Kontrovers diskutiert werden folgende Sachverhalte:
- der Tageslohn eines Abgeordneten im Bundestag
- die absolute Höhe der Diäten,
- das Verhältnis zwischen Diätenhöhe und Arbeitsaufwand der Parlamentarier, insbesondere bei Landtagsabgeordneten[3]
- die Höhe der Diäten im Vergleich zum Einkommen, das ein Abgeordneter außerhalb der Politik verdienen würde (z. B. gemessen an seiner Qualifikation oder an seiner vorherigen beruflichen Tätigkeit),
- die Anpassung der Diäten an die allgemeine Lohnentwicklung,
- die Festlegung der Diäten durch die Parlamente selbst beziehungsweise eine automatische Anpassung an Lohnsteigerungen,
- zusätzliche Leistungen, die Abgeordnete gegenüber Arbeitnehmern oder Beamten erhalten (z. B. Übergangsgelder, Altersversorgung, Freifahrkarten etc.),
- (pauschalisierte) Leistungen für Mitarbeiter, Arbeitsmittel, Wahlkreisbüros etc.,
- die Behandlung der Nebeneinkommen der Parlamentarier,
- Doppelversorgung von Abgeordneten, die gleichzeitig Regierungsämter innehaben,
- indirekte Parteienfinanzierung durch Mandatsträgerabgaben,
- Funktionszulagen

und
- die Steuerfreiheit der an die deutschen Abgeordneten neben den Diäten gezahlten Aufwendungsentschädigung.

## Geschichte
Die Geschichte der Abgeordnetenentschädigung begann mit der Erfindung der athenischen Demokratie. Für den Besuch der athenischen Volksversammlung (Ekklesia) wurde seit etwa 395 v. Chr. eine Entschädigung, das sogenannte Ekklesiastikon gezahlt. Auch die Klage über steigende Entschädigungen ist nicht neu, sondern wurde bereits damals erhoben.
Mit dem Aufkommen moderner Parlamente im 18. und 19. Jahrhundert war zunächst noch keine Diätenregelung vorgesehen. Um auch vermögenslosen Kandidaten die parlamentarische Arbeit zu ermöglichen, wurden Diäten zunehmend gefordert (z. B. 1836 durch die Chartisten in England). In der Verfassung des Deutschen Reichs von 1871 bestimmte anfangs Art. 32 ein Diätenverbot für die Mitglieder des Reichstags. Ab Januar 1874 erhielten die Abgeordneten lediglich eine Freifahrkarte für die Bahn zur Anreise. Hierdurch sollte der Professionalisierung entgegengewirkt werden („Berufsparlamentarier“) und die Unabhängigkeit der Parlamentarier gestärkt werden. Die Abgeordneten mussten daher über Vermögen verfügen, um mittels der Privateinkünfte ihr Mandat überhaupt finanzieren zu können. Arbeiter und kleine Angestellte (naturgemäß die Klientel der SPD) waren daher per se in ihrem Mandat benachteiligt, so sie denn überhaupt zur Parlamentswahl antreten konnten. Die frühere Deutsche Fortschrittspartei hatte daher einen Diätenfonds gebildet, aus welchem einzelne Abgeordnete solche Entschädigungen erhielten. Erst nach vielen Anläufen und vor allem auf Drängen der SPD, wurde 1906 durch ein verfassungsänderndes Reichsgesetz das Diätenverbot aufgehoben. Auf Ebene der Länder wurden bereits früher Tagegelder gezahlt. So erhielten zum Beispiel die Abgeordneten der zweiten Kammer der Landstände des Großherzogtum Hessen gemäß dem Gesetz vom 20. Oktober 1894 ein Tagegeld von 9, ab 1911 von 15 Goldmark.
Während also im Deutschen Reich und in England die Diätenfrage heiß umkämpft war, waren in den anderen Demokratien in der zweiten Hälfte des 19. Jahrhunderts Diäten üblich. Doch im Deutschen Kaiserreich erfolgte nach vorherigem Einspruch des Kaisers Wilhelm II. im Dezember 1902 die Zustimmung mit der Maßgabe, die Tagegelder bereits ab 1. Mai 1901 zu zahlen. Die notwendige Beschlussfassung durch den Bundesrat wäre ohne Problem zu erreichen und ein entsprechender Gesetzestext müsse nur noch angepasst werden.
In der Weimarer Republik erhielt das Recht auf Abgeordnetenentschädigung erstmals Verfassungsrang (Art. 40 Weimarer Verfassung). Die Abgeordneten erhielten das ganze Jahr hindurch 25 Prozent des Grundgehaltes eines Ministers sowie zusätzlich einem Dreißigstel der Monatspauschale pro Tag, wenn sie außerhalb von Sitzungsperioden in Berlin sein mussten.
Im Jahr 1949 wurde die Abgeordnetenentschädigung in Art. 48 Abs. 3 Grundgesetz festgeschrieben. Die Entschädigung im Jahr 1949 betrug 600 DM. Hinzu kam ein Tagegeld von 450 DM sowie eine pauschalisierte Auslagenerstattung von 300 DM und 600 DM Reisekostenersatz.
Eine Alters- und Hinterbliebenenversorgung für die Mitglieder des Bundestags wurde erst 1968 eingeführt. Zuvor hatte seit 1964 eine Unfall- und Todesfallversicherung bestanden.

## Deutschland
Die Grundsätze für die Versorgung der Abgeordneten im Deutschen Bundestag sind im Art. 48 Abs. 3 GG festgelegt. Darin heißt es, dass die Abgeordneten Anspruch auf eine angemessene, ihre Unabhängigkeit sichernde Entschädigung haben und alle staatlichen Verkehrsmittel frei benutzen dürfen. Das Nähere wird per Bundesgesetz, in diesem Falle durch das Abgeordnetengesetz, geregelt. Das Abgeordnetengesetz unterscheidet hierbei die Abgeordnetenentschädigung – das eigentliche Gehalt des Abgeordneten – und die Amtsausstattung. Vor 1977 erhielten die Mitglieder des Deutschen Bundestags eine steuerfreie Aufwandsentschädigung, die als Diäten bezeichnet wurde.
Die Mitglieder des Bundestages erhalten eine monatliche „Abgeordnetenentschädigung“ in Höhe von 11.833,47 Euro (Stand 1. Juli 2025). Seit 1977 ist die Abgeordnetenentschädigung steuerpflichtig, bleibt aber von Rentenbeiträgen befreit. Die gewährte Amtsausstattung (§ 12 AbgG) ist eine steuerfreie Pauschale. Ein Tagegeld erhalten die Mitglieder des Bundestags, im Unterschied etwa zu den Europaabgeordneten, nicht.
Die Versorgung der Abgeordneten in den Parlamenten der 16 deutschen Bundesländer unterliegt den dortigen Regelungen. Dabei gibt es insbesondere bei der Altersversorgung deutliche Unterschiede. Neben dem Modell der selbständigen Altersentschädigung (ähnlich der Beamtenversorgung) gibt es für Baden-Württemberg, Brandenburg und Nordrhein-Westfalen ein eigenständiges Versorgungswerk, in Bremen und Schleswig-Holstein erhalten die Abgeordneten zusätzliche monatliche Vorsorgepauschalen, wenn sie privat ohne Kapitalwahlrecht für das Alter vorsorgen.
Seit dem Diäten-Urteil von 1975 des Bundesverfassungsgerichts bestimmen die Bundestags- und Landtagsabgeordneten die Höhe ihrer Bezüge selbst. Nach diesem Urteil sind die Abgeordneten verpflichtet, „vor den Augen der Öffentlichkeit“ die Höhe ihres Einkommens zu bestimmen; eine automatische, an die Gehälter von Beamten gekoppelte Anhebung der Diäten ist demnach nicht erlaubt. Bei Einführung der Bundestagsdiäten entsprachen die Bezüge den Einkünften eines Richters an einem obersten Bundesgericht. Heute hinken die Diäten um etwa 950 Euro hinter diesem Vergleichsmaßstab her, da die Abgeordneten wiederholt auf eine Diätenerhöhung verzichtet haben. Die Diäten sind wie die allgemeinen Einkommen und Lebenshaltungskosten seit 1977 deutlich angestiegen, statistisch gesehen sind die Diäten aber hinter der allgemeinen Einkommensentwicklung zurückgeblieben, da sie nach dem Diäten-Urteil auch nicht mehr auf Durchschnittseinkommen basieren (BIP pro Kopf in Deutschland 2006, 2.952 Euro monatlich). Ein Vorstoß der Großen Koalition zur Angleichung der Abgeordnetenbezüge an die Bezüge der Bundesrichter zum Beginn des Jahres 2010 auf einen Betrag von 8.159 Euro führte Anfang Mai 2008 zu heftigen Diskussionen. Die Fraktionsvorsitzenden von CDU/CSU und SPD stoppten daraufhin am 20. Mai 2008 das Vorhaben, da es „offensichtlich nicht vermittelbar“ war.

### Übersicht Abgeordnetenentschädigungen der deutschen Parlamente
Jeweilige Bezüge (ohne Cent-Beträge), Stand 2024, Quelle jeweilige Landtage bzw. Bundestag
| Parlament                      | Diäten [Euro/Monat] | Aufwandspauschale [Euro/Monat] | Versorgungsaufwendungen [Euro/Monat] | Mitarbeiterpauschale [Euro/Monat] |
| ------------------------------ | ------------------- | ------------------------------ | ------------------------------------ | --------------------------------- |
| Landtag von Baden-Württemberg  | 7.972               | 2.302                          | 1.913                                | 10.897                            |
| Bayerischer Landtag            | 9.215               | 3.984                          | –                                    | 8.866                             |
| Abgeordnetenhaus von Berlin    | 6.657               | 2.779                          | –                                    | 6.930                             |
| Landtag Brandenburg            | 7.604               | 1.003                          | 1.856                                | 4.619                             |
| Bremische Bürgerschaft         | 5.318               | –                              | 870                                  | –                                 |
| Hamburgische Bürgerschaft      | 4.081               | 0540                           | –                                    | 3.898                             |
| Hessischer Landtag             | 8.785               | 01.400                         | –                                    | 5.817                             |
| Landtag Mecklenburg-Vorpommern | 6.466               | 1.587                          | –                                    | 4.726                             |
| Niedersächsischer Landtag      | 7.485               | 1.526                          | –                                    | 3.560                             |
| Landtag Nordrhein-Westfalen    | 10.368              | –                              | 2.704                                | 9.236                             |
| Landtag Rheinland-Pfalz        | 7.394               | 1.530 (*)                      | –                                    | 4.064                             |
| Landtag des Saarlandes         | 6.238               | 1.459                          | –                                    | –                                 |
| Sächsischer Landtag            | 6.505               | 3.461 - 4.525                  | –                                    | 8.128                             |
| Landtag von Sachsen-Anhalt     | 7.230               | 1.914                          | –                                    | 4.867                             |
| Landtag Schleswig-Holstein     | 10.042              | –                              | -                                    | 3.425                             |
| Thüringer Landtag              | 7.013               | 2.880 - 4.045                  | –                                    | 3.831                             |
| Bundestag                      | 11.227              | 4.725                          | –                                    | 25.874                            |

(*) zzgl. Reisekosten

## Österreich
Die Diäten der Abgeordneten im Nationalrat und im Bundesrat richten sich nach dem Österreichischen Bundesbezügegesetz (BBezG) und betragen seit dem Jänner 2022 9.375 Euro im Monat (wobei 14 Monate pro Jahr gezahlt werden). Die Abgeordneten sind in der Staatlichen Pensionsversicherung pflichtversichert.
Die jeweiligen Grundlagen sind das Bundesbezügegesetz und die jeweiligen Landesbezügegesetze.
| Nationalrat      | 9.375 (ab 1.1.2022); Aufwandsersatz nach tatsächlich entstandenem Aufwand |
| Burgenland       | 4.822,10                                                                  |
| Kärnten          | 4.364.80                                                                  |
| Niederösterreich | 5.813,84                                                                  |
| Oberösterreich   | 6.566,62                                                                  |
| Salzburger Land  | 4.954,80                                                                  |
| Steiermark       | 5.691,24                                                                  |
| Tirol            | 5.603,69                                                                  |
| Vorarlberg       | 4.198,96                                                                  |
| Wien             | 6.654,38                                                                  |

## Schweiz
Die Bundesversammlung (mit ihren zwei Kammern des Nationalrates und des Ständerates) wird in der Schweiz landläufig als «Milizparlament» bezeichnet, was aber nicht der Realität entspricht. Neuere Studien zeigen, dass nur noch etwas mehr als 10 % der Mitglieder des Nationalrates weniger als ein Drittel ihrer Arbeitszeit für das Parlamentsmandat aufwenden und somit als «Milizparlamentarier» im engen Sinne bezeichnet werden können. Im Ständerat ist diese Kategorie gegenwärtig ganz verschwunden: Die Mehrheit der Mitglieder wendet mehr als zwei Drittel ihrer Arbeitszeit für das Parlamentsmandat auf. Die Bundesversammlung stellt somit eine Mischung zwischen Teilzeit- und Berufsparlament dar. Zwar gehen die meisten Ratsmitglieder neben ihrer Arbeit für das Ratsmandat noch weiteren beruflichen Tätigkeiten nach, allerdings in der Regel in stark reduziertem Ausmass.
Im Jahr 2023 erhielten die Mitglieder des Nationalrates durchschnittlich 76.138 CHF steuerpflichtiges Einkommen und 61.782 CHF steuerbefreite (Spesen-)Entschädigungen. Weil die Mitglieder des Ständerates in einer grösseren Zahl von Kommissionen Einsitz nehmen, sind ihre Bezüge höher, nämlich im Durchschnitt 89.023 CHF Einkommen und 66.584 CHF Entschädigungen.
Das steuerpflichtige Einkommen setzt sich zur Hauptsache zusammen aus 26.000 CHF Jahreseinkommen für die Vorbereitung von Ratsarbeit und 440 CHF Taggeld pro Tag, an dem ein Ratsmitglied an Sitzungen seines Rates, einer Kommission oder Delegation, seiner Fraktion oder deren Vorstand teilnimmt oder an dem es im Auftrag des Ratspräsidenten oder einer Kommission eine besondere Aufgabe erfüllt. Je nach Anzahl Kommissionen, denen ein Ratsmitglied angehört, und Arbeitsaufwand dieser Kommissionen, ist die Summe der Taggelder von einem Ratsmitglied zum anderen sehr verschieden. Als steuerpflichtiges Einkommen zählt auch der Bundesbeitrag an die berufliche Vorsorge (14.516 CHF; das Ratsmitglied trägt davon einen Viertel selbst bei), der die finanziellen Nachteile kompensieren soll, die ein berufstätiges Ratsmitglied aufgrund der durch das Mandat verursachten Reduktion seiner beruflichen Tätigkeit bei der beruflichen Vorsorge hat.
Hauptbestandteil der steuerbefreiten Entschädigungen ist die Jahrespauschale zur Deckung der Personal- und Sachausgaben (z. B. für die Anstellung von persönlichen Mitarbeitern oder für Bürokosten) von 33.000 CHF. Zudem werden Mahlzeiten, Übernachtungen und Reisen pauschal vergütet. Nur Auslandsreisen werden nach effektiven Reisekosten vergütet. Über die Pauschalentschädigungen kann nach freiem Ermessen verfügt werden. Teilweise werden sie zweckgemäß verwendet, teilweise führen sie aber auch zu einem «indirekten Einkommen» der Ratsmitglieder, wenn diese z. B. auf die Anstellung eines persönlichen Mitarbeiters verzichten oder wenn sie nicht am Sitzungsort, sondern an ihrem Wohnort übernachten.
Die Beträge des Jahreseinkommens für die Vorbereitung der Ratsarbeit, des Taggeldes und der Jahresentschädigung für Personal- und Sachausgaben sind im Parlamentsressourcengesetz (PRG) festgelegt. Ein Hindernis für eine Erhöhung dieser Beträge kann das fakultative Referendum darstellen, dem alle Bundesgesetze unterstellt werden müssen. In den Volksabstimmungen vom 27. September 1992 und 27. Mai 1962 sind denn auch Erhöhungen der Entschädigungen mit jeweils rund 70 % Nein-Stimmen abgelehnt worden.

## Europäische Union
Auch die Diäten der Abgeordneten im Europaparlament sind politisch umstritten. Bis Mitte 2009 wurden die Parlamentarier von den einzelnen Staaten entschädigt, was dazu führte, dass sich osteuropäische Parlamentarier teilweise die hohen Lebenshaltungskosten in Brüssel nicht leisten konnten. Die Einführung einer einheitlichen Diätenregelung für alle Abgeordneten führte dazu, dass in vielen Mitgliedsstaaten Abgeordnete nationaler Parlamente geringere Diäten erhalten als die Europaabgeordneten des gleichen Landes. Weiterhin ist die geringe Besteuerung der Diäten in der Kritik. Zusätzlich zu den Grundbezügen von 10.075 Euro brutto (zuletzt erhöht im Juli 2023) erhalten sie eine pauschale Spesenvergütung von 4.950 Euro sowie eine Mitarbeiterpauschale von höchstens 28.696 Euro je Monat (Stand Mai 2024). Darüber hinaus erhält jeder Europaabgeordnete ein Tagegeld von 350 Euro je Sitzungstag. Beim Präsidenten wird das Tagegeld für 365 Tage bezahlt, was über 127.000 Euro ausmacht.

## USA
Der erste Artikel der Verfassung der Vereinigten Staaten regelt seit der Unabhängigkeit, dass die Mitglieder beider Häuser des Kongresses eine Abgeordnetenentschädigung erhalten. Die Höhe der Entschädigung legt der Kongress selbst fest. Im 27. Zusatzartikel zur Verfassung der Vereinigten Staaten wird bestimmt, dass Diätenerhöhungen (oder Senkungen) erst mit Beginn der nächsten Wahlperiode des Repräsentantenhauses in Kraft treten. Seit seiner Ratifikation 1992 ist es aber möglich, jährliche Erhöhungen der Abgeordnetenentschädigungen als „Lebenshaltungskostenzuschläge“ statt als traditionelle Diätenerhöhungen zu beschließen.
| Position                                                          | Abgeordnetenentschädigung ($) |
| ----------------------------------------------------------------- | ----------------------------- |
| Abgeordneter im Repräsentantenhaus                                | 14.500                        |
| nicht-stimmberechtigte Delegierte                                 | 14.500                        |
| Kongressdelegierter aus Puerto Rico                               | 14.500                        |
| Senator                                                           | 14.500                        |
| Vizepräsident der Vereinigten Staaten                             | 19.416,67                     |
| Sprecher des Repräsentantenhauses der Vereinigten Staaten         | 18.625                        |
| Präsident pro tempore des Senats der Vereinigten Staaten          | 16.116,67                     |
| Parteiführer des Senats der Vereinigten Staaten                   | 16.116,67                     |
| Parteiführer des Repräsentantenhauses der Vereinigten Staaten     | 16.116,67                     |
| Präsident pro tempore emeritus des Senats der Vereinigten Staaten | 16.116,67                     |

## Indien
Mitglieder des Indischen Parlaments erhalten ein Grundgehalt von ₹ 100.000 sowie eine Wahlkreispauschale von ₹ 70.000 und Büropauschale von ₹ 60.000 monatlich. Dazu kommen weitere Sachleistungen wie Unterkunft, Gesundheitsversorgung, kostenlose Flüge oder Bahnfahrten und Sitzungsgelder.

## Begrenzung auf ein durchschnittliches Gehalt
Manche Parteien im linken Spektrum beschränken die Bezüge ihrer Politiker. Als Gründe hierfür werden unter anderem die Vorbeugung von Karrierismus, die Nähe zur Lebenswirklichkeit der Bevölkerung und Solidarität mit der Arbeiterklasse genannt.

### Kommunistische Partei Österreichs
Um eine Nähe zur Lebenswirklichkeit der Bevölkerung herzustellen, beschränkt die Kommunistische Partei Österreichs die Bezüge ihrer Berufspolitiker auf „einen guten Facharbeiterlohn“ von maximal € 2,500 pro Monat. Das Einkommen darüber hinaus wird an Menschen in Notlagen gespendet. Die KPÖ sieht sich damit eine Praxis der Pariser Kommune weiterführen.

### Candidatura d’Unitat Popular (Spanien)
Damit ihre Abgeordneten ihre Mandat nicht aus finanziellen Gründen ausüben, setzt die Candidatura d’Unitat Popular deren Bezüge auf € 1700 bis € 1900 pro Monat fest.

### Socialist Party (Irland)
Die Abgeordneten der Socialist Party beschränken sich auf einen Industrielohn. Die genaue Höhe ist unbekannt.

### Sinn Féin (Irland)
Die Abgeordneten von Sinn Féin beschränken sich teilweise auf einen durchschnittlichen Industrielohn in nicht genauer Höhe. In welchem Maße diese Abgabe von der Partei eingefordert wird, ist umstritten.

### Partei der Arbeit Belgiens
Die Diäten der Abgeordneten der Partei der Arbeit Belgiens werden auf einen Facharbeiterlohn oder das vorherige Gehalt der Abgeordneten beschränkt. Die gesamten Aufwandsentschädigungen für kommunale Abgeordnete werden ebenfalls abgeführt.

### Socialistische Partij (Niederlande)
Im Rahmen der sogenannten Solidariteitsregeling beschränkt die Socialistische Partij die Bezüge ihrer Abgeordneten auf einen Durchschnittslohn von netto € 3276 pro Monat. Die Diäten der Abgeordneten werden vom Staat direkt an die Partei überwiesen und dann von der Partei in entsprechender Höhe ausgezahlt. Diese Praxis ist umstritten.